# Viga cajón

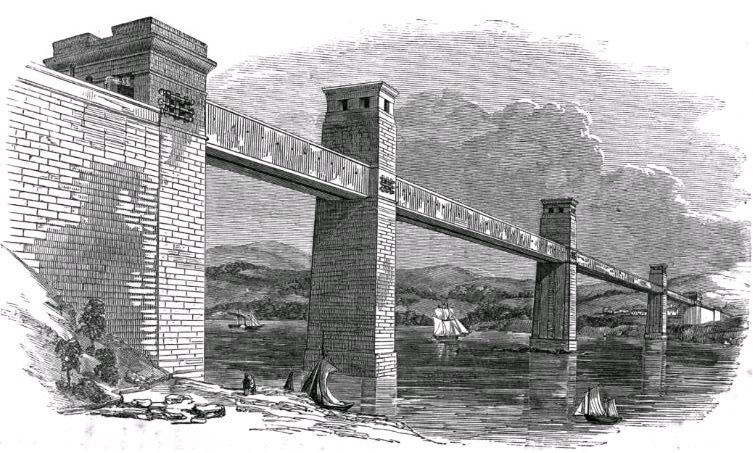
El puente Britannia original disponía de dos vigas cajón gemelas, cada una con una vía de ferrocarril dispuesta en su interior

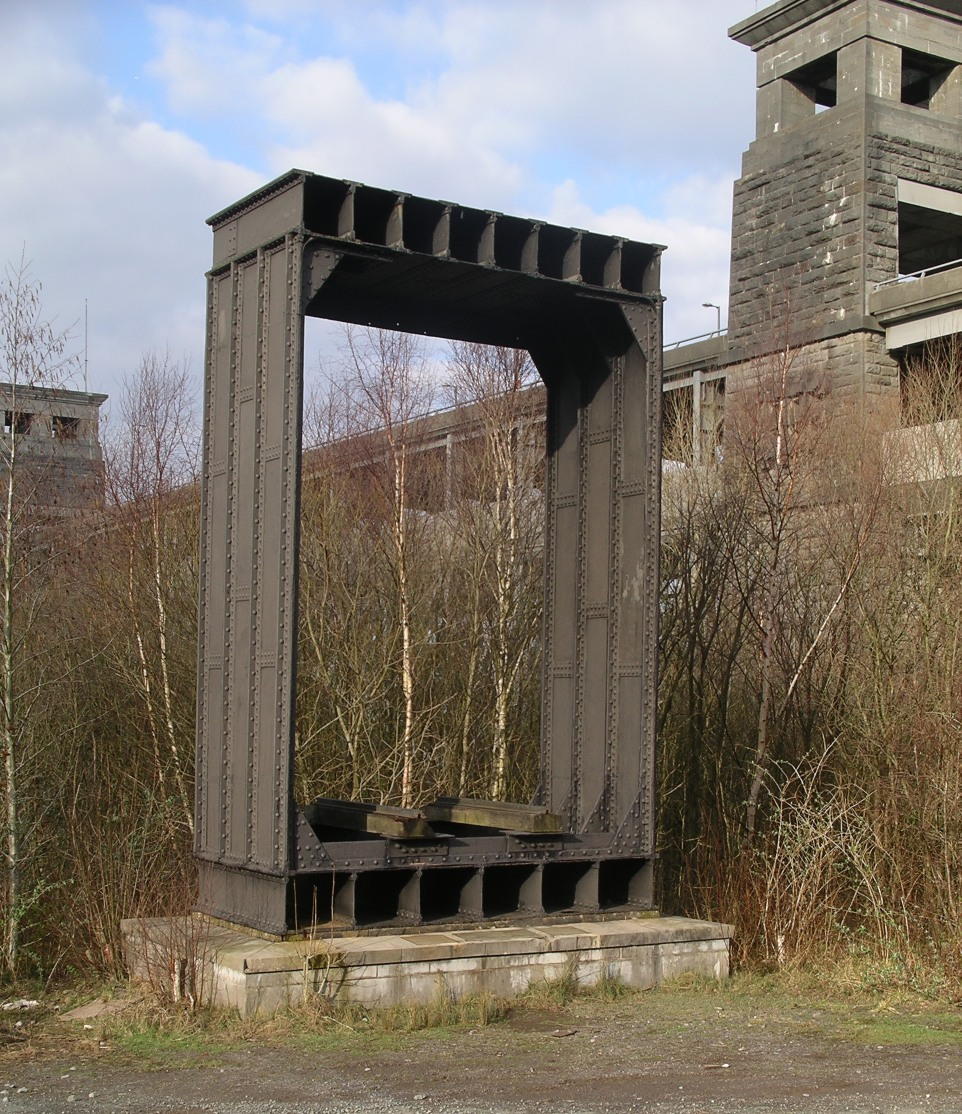
Sección de uno de los dos antiguos cajones del puente Britannia

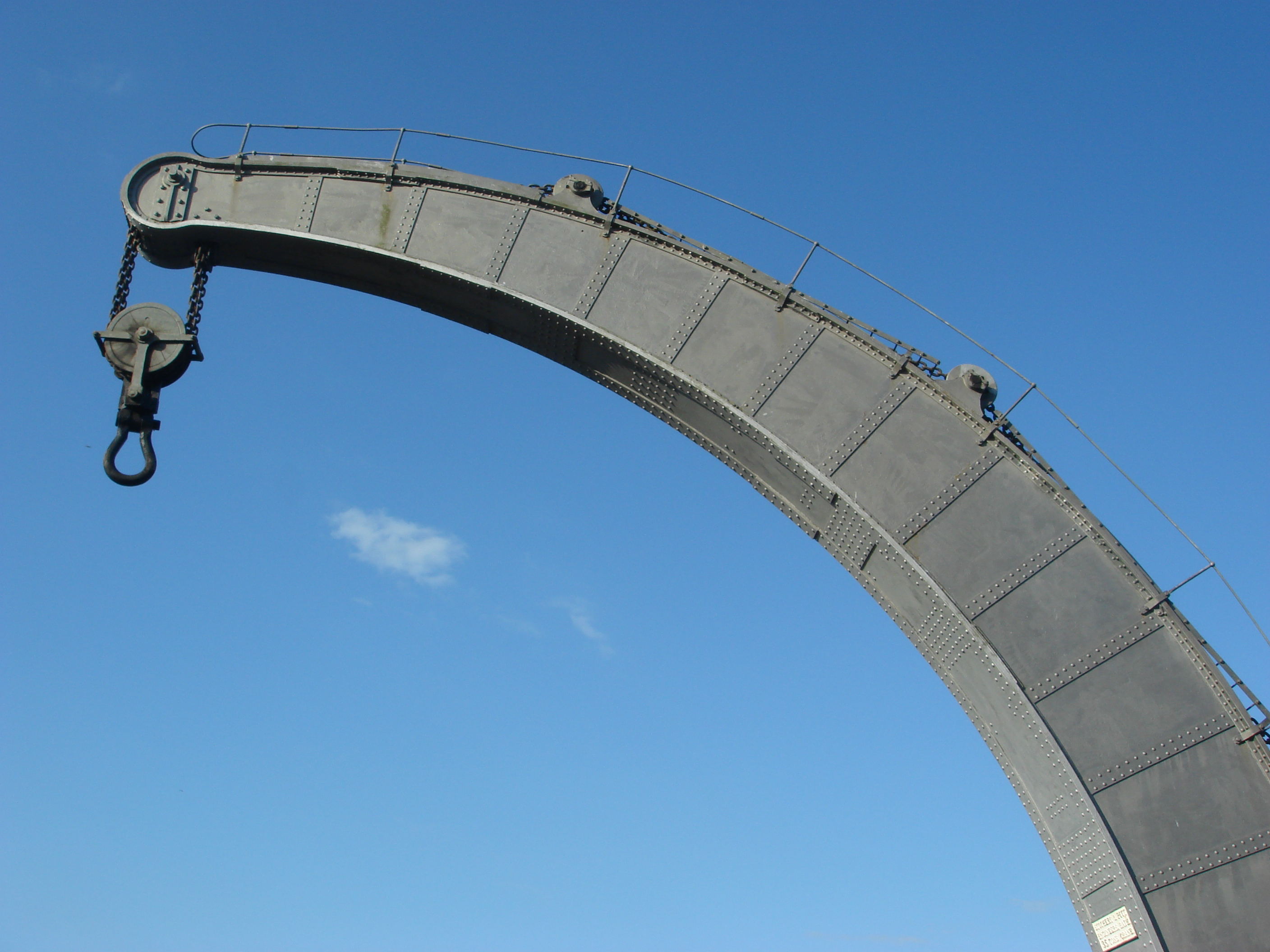
La pluma patentada con forma de viga cajón curvada de una grúa de vapor Fairbairn

Una viga cajón o viga tubular es una jácena que forma una sección hueca y cerrada, a diferencia de una viga en "doble T" (en I o en H), en la que toda su sección es maciza.
Construidas originalmente con piezas de hierro forjado remachadas, posteriormente han pasado a fabricarse con elementos de acero laminado soldados, aluminio extrusionado u hormigón pretensado.
En comparación con un perfil en I, la ventaja de una viga cajón es que resiste mejor las torsiones. Al tener múltiples paramentos verticales, también puede transportar más carga que una viga en doble T de igual altura (aunque utilizará más material que una viga de alma llena de capacidad equivalente).
La distinción en la denominación entre una viga cajón y una viga tubular es imprecisa. En general, se utiliza especialmente el término viga "cajón" si es de sección rectangular. Cuando la viga lleva su "contenido" "dentro" del cajón, como en el puente Britannia, se denomina viga "tubular", término que también se usa si la viga tiene una sección transversal circular u ovalada, como la del puente Royal Albert.
Cuando una viga cajón grande contiene más de dos paredes laterales, es decir, está compuesta por varias cajas, se denomina viga "celular".

## Desarrollo
La base teórica de la viga cajón fue en gran parte obra del ingeniero Sir William Fairbairn, con la ayuda del matemático Eaton Hodgkinson, alrededor de 1830. Intentaron diseñar vigas con la mayor eficiencia posible adecuadas para el nuevo material disponible, las planchas de hierro forjado remachadas.

### Construcción celular
La mayoría de las vigas están diseñadas para ser cargadas estáticamente, de modo que un ala está comprimida y la otra está sometida a tracción. Las grúas de vapor originales de Fairbairn usaban una construcción celular para la cara de compresión de su brazo de izado, para resistir mejor el pandeo. Esta pluma era curva y de sección variable, y estaba construida con placas de hierro forjado remachadas. La cara cóncava (inferior) del brazo estaba formada por tres celdas, también compuestas por placas remachadas.
Cuando se utiliza una viga tubular para salvar un vano de un puente (es decir, cargada en el centro en lugar de en un extremo, como una grúa), la fuerza de compresión aparece en la cara superior de la viga y, por lo tanto, las celdas se colocan en la parte superior. Las fuerzas dinámicas (cargas en movimiento, viento) también pueden hacer necesario que ambas caras sean celulares. Por ejemplo, la sección conservada del puente Britannia muestra que tanto el ala superior como la inferior eran de construcción celular, pero (según Fairbairn) se adoptó la construcción celular en el ala inferior, no por la naturaleza de las fuerzas que tenía que soportar,: 206  sino debido a sus dimensiones y a las consiguientes "dificultades prácticas que se habrían encontrado si se hubiera intentado lograr el área de la sección requerida mediante una disposición maciza".: 183 
De alguna manera, esta no es una "viga celular" como tal (en comparación con las estructuras reticuladas o las estructuras geodésicas), ya que las celdas no comparten las cargas de toda la viga, sino que simplemente actúan para rigidizar una placa de forma aislada. El diseño de estructuras integradas complejas requiere de técnicas de modelado matemático de las que no se disponía en la época de Fairbairn.

## En puentes

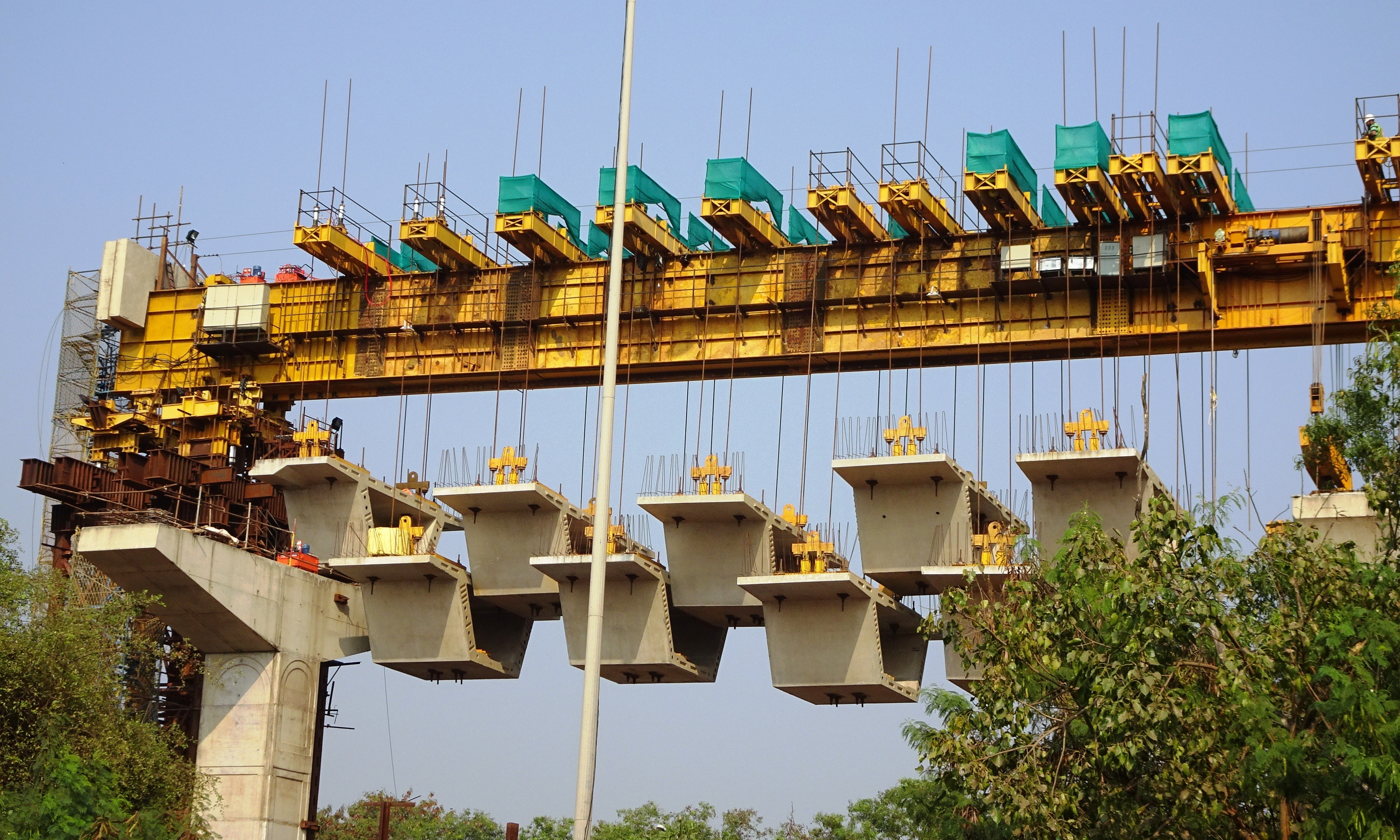
Puente en construcción empleando secciones celulares

La teoría de las vigas celulares de Fairbairn apareció en el momento justo para satisfacer la creciente demanda de puentes ferroviarios de gran longitud. Robert Stephenson lo contrató a él y a Hodgkinson como consultores para ayudar con sus puentes Britannia y de Conwy, que tenían alojada cada vía del tren dentro de una gran viga tubular. Poco después, Brunel también optó por utilizar un par de vigas redondas de pequeño diámetro como parte de una celosía más grande en el puente de Chepstow. Sin embargo, aunque muchos de los puentes ferroviarios de mayor luz en uso en la década de 1860 usaban vigas tubulares o en cajón, Benjamin Baker en su obra "Puentes ferroviarios de gran luz" ya descartaba la "viga en cajón con placas de alma llena" como "el tipo más desfavorable" para puentes ferroviarios de gran luz, "cuestión que será necesario seguir investigando". El puente del Coronado dispone de la viga cajón más alta.
Los puentes de vigas cajón de sección transversal rectangular de poco canto y características de perfil alar se utilizaron ampliamente en puentes de carretera a partir de la década de 1960, como en el puente del Severn, siendo mucho más ligeros que la construcción en celosía de tipo jácena de mayor canto utilizada en puentes anteriores, como el Golden Gate.

## Preocupaciones de seguridad sobre los puentes de vigas cajón
A principios de la década de 1970, varios puentes de vigas cajón se derrumbaron durante su construcción: el puente de Cleddau en Gales, el puente de West Gate en Australia y el puente de Coblenza en Alemania. Eso generó serias preocupaciones sobre el uso continuado de vigas cajón y motivó extensos estudios sobre su seguridad, lo que implicó un uso temprano de modelado por computadora y fue un estímulo para el desarrollo del método de los elementos finitos en ingeniería civil.

## Puentes
- Puente tubular
  - Puente Britannia
  - Puente ferroviario de Conwy
- Puente de viga cajón
  - Puente del Severn
  - Puente de Cleddau
  - Puente de West Gate
  - Puente de Coblenza
  - Puente de Gateway, Brisbane, Queensland, Australia